# Cornish (Oklahoma)
Cornish es un pueblo ubicado en el condado de Jefferson en el estado estadounidense de Oklahoma. En el año 2010 tenía una población de 163 habitantes y una densidad poblacional de 108,67 personas por km².

## Geografía
Cornish se encuentra ubicado en las coordenadas 34°09′46″N 97°35′44″O / 34.162641, -97.595472.

## Demografía
Según la Oficina del Censo en 2000 los ingresos medios por hogar en la localidad eran de $16,000 y los ingresos medios por familia eran $18,750. Los hombres tenían unos ingresos medios de $16,750 frente a los $18,500 para las mujeres. La renta per cápita para la localidad era de $8,981. Alrededor del 27.9% de la población estaban por debajo del umbral de pobreza.